# Luigi Ioculano
Luigi Ioculano (Seminara, 27 aprile 1941 – Gioia Tauro, 25 settembre 1998) è stato un medico italiano.
È stato ucciso dalla 'ndrangheta il 25 settembre del 1998.

## Biografia
Nato a Seminara, si trasferì da giovane e visse gran parte della sua vita a Gioia Tauro in provincia di Reggio Calabria. Dopo aver conseguito la maturità, si iscrisse all'Università di Messina per studiare medicina. Successivamente, aprì il suo ambulatorio medico a Gioia Tauro. Amava profondamente la sua città e ne conosceva i problemi, che cercava di affrontare e risolvere in maniera trasparente. Era un medico e si impegnava ogni giorno per promuovere iniziative sociali e culturali con la certezza che queste potessero far emergere i valori della giustizia e della legalità nella sua città.
Scrisse infatti sul primo numero del periodico Agorà che prendeva il nome dall'omonima associazione culturale fondata insieme ad alcuni amici: “Abbiamo individuato quindi nella cultura una delle terapie più utili per contribuire a guarire la società gioiese dai malanni e dai veleni che l'appestano convinti come eravamo che più l'uomo è istruito e colto, più sa servirsi con discernimento di tutto ciò che conosce, usandolo per il bene e per l'uomo, certamente non per il male e contro l'uomo”.
Ioculano parlava chiaro e non aveva paura di esprimersi in modo netto e palese anche su questioni considerate molto delicate. Non criticava sottovoce ma scriveva ed esprimeva il suo pensiero senza paura. Le sue denunce cozzavano quasi sempre con gli interessi delle organizzazioni malavitose che controllano il territorio di Gioia Tauro. Si interessò delle questioni inerenti l'ospedale, alcuni appalti pubblici, il piano regolatore comunale e si oppose con forza alla costruzione del termovalorizzatore. Era un uomo libero e coraggioso, un esempio per molti. Probabilmente per questo alle sette di mattina del 25 settembre 1998, in pieno centro a Gioia Tauro a pochi metri dalla porta del suo studio medico, un killer lo uccise in modo barbaro. La notizia sconvolse l'intera città, ma pochi giorni dopo il funerale la figura di Luigi Ioculano cadde nel dimenticatoio. Al di là di qualche rarissima eccezione, in questi anni, nessuno ha inteso ricordare un uomo che con il suo modo di vivere dovrebbe costituire un esempio per le giovani generazioni gioiesi.
Nel 2007 in primo grado la Corte d'assise di Palmi ha condannato all'ergastolo Giuseppe Piromalli e Rocco Pasqualone per l'omicidio di Luigi Ioculano

## Commemorazioni
Il 25 settembre 2008 Gigi Ioculano è stato ricordato con una fiaccolata a Gioia Tauro 10 anni dopo la sua morte.
Il 19 giugno 2009 la seconda sezione della Corte di Assise di Appello ha assolto con la formula dell'insufficienza di prove, per non aver commesso il fatto, Giuseppe Piromalli e Rocco Pasqualone; la sentenza di assoluzione è stata confermata successivamente dalla Corte di cassazione.
Il 21 aprile del 2012 viene dedicato alla sua memoria un presidio dell'Associazione Libera, Nomi e numeri contro le mafie a Cuorgnè (TO).
Il 25 settembre 2023 viene intitolato alla sua memoria il parco verde antistante la scuola dell’infanzia “San Filippo Neri” di Gioia Tauro (RC).